# Стадо
Ста́до — группа животных, объединённая за счёт поведенческих механизмов. 
В состав стада входят по большей части животные одного вида, возможно объединение в стадо представителей разных видов.
Для стада характерно наличие общего ритма жизни, который проявляется в том, что животные в стаде кормятся, отдыхают, перемещаются и защищаются от хищников согласованно. Особи, образующие стадо, неоднородны по возрасту, генотипу, полу и другим признакам, хотя нередко встречаются сезонные стада, объединённые по одному признаку, например однополые стада у северного оленя. Стада могут состоять из более мелких групп — семей, образованных самкой с детёнышами, групп молодых самцов и так далее. Отдельные особи и их группы могут присоединяться к стаду или покидать его.
В зависимости от вида группа животных может называться стадом коров, табуном лошадей, отарой овец, стаей волков, прайдом львов и т. д.

## Типы стад
У кочевых животных выделяют три основных типа стад — стада эквипотенциального типа, стада с лидером и стада с вожаком. Нередко встречаются переходные формы между этими типами.

### Эквипотенциальный тип
Для небольших птиц и рыб характерны стада эквипотенциального типа, в которых отдельные животные равноценны и при движении ориентируются на своих ближайших соседей. Тем не менее в таких стадах возможна «временная разнокачественность», когда одна или несколько особей под действием факторов внешней среды изменяют своё поведение, а остальные особи следуют за ними.

### Стада с лидером
В стадах может иметься лидер — особь, которая определяет в каждый момент активность всего стада, а также направление и продолжительность перемещений. Такие общности называются «стадами с лидером». Обычно роль лидера играют опытные животные. В стадах с лидером может не быть строгой иерархии между особями, а в случае наличия иерархии лидер не всегда является доминантной особью. Например, у многих копытных роль лидера играют самки, в то время как доминирующее положение в стаде занимают самцы.

### Стада с вожаком
В стадах с лидером координация поведения отдельных особей обеспечивается преимущественно подражанием. В более сложно организованных стадах с вожаком доминирующая особь — вожак — принимает непосредственное участие в управлении стадом с помощью системы сигналов. Такие стада характерны для приматов, крупных хищников, некоторых куриных, китообразных, а также некоторых копытных.

## Преимущества и недостатки стадного образа жизни
Стадный образ жизни имеет ряд преимуществ. В общем случае он позволяет всем членам стада эффективно пользоваться ресурсом, особенно если последний размещён кучно в пространстве.
Стайный образ жизни и связанная с ним социальная организация у хищников позволяют им охотиться на более крупную добычу, чем они могли бы поодиночке.
Недостатки стадного образа жизни животных:
- Быстрое истощение запасов кормов.
- Опасность возникновения массовых заболеваний (эпизоотии).
- Утрата инстинкта самосохранения, осторожности у отдельных особей стадных животных при отрыве от стада.

Преимущества стадного образа жизни животных:
- Высокий уровень безопасности.
- Коллективная защита от неблагоприятных погодных и других факторов среды обитания.
- Защита молодняка и беременных/кормящих самок от хищников другими особями.
- Коллективный характер научения молодняка.

## Стада в сельском хозяйстве
В сельском хозяйстве под стадом понимается искусственно отобранная группа сельскохозяйственных животных, сходных по ряду признаков. Стада формируются для выпаса и откорма с учётом сложившихся традиционных технологий и методов современного животноводства. Обычно термин «стадо» употребляется в отношении
молочного крупного рогатого скота и свиней, в отношении промышленного крупного рогатого скота применяется также термин «гурт», по отношению к овцам и козам — «отара», по отношению к лошадям — «табун».
В узком смысле слово «табун» применяется к значительной партии лошадей, включающей несколько косяков, то есть отдельных семей, не менее 10-15 голов в каждом косяке. Табунное или косячное разведение лошадей до сих пор в большом ходу в южных и среднеазиатских степях, где простор пастбищ позволяет вести хозяйство подобным примитивным способом.

## Комментарии
1. ↑  Термины «стадо» и «стая» в биологической литературе употребляются как синонимы{{подст:АИ}}